# Liste der Baudenkmale in Schildetal
In der Liste der Baudenkmale in Schildetal sind alle denkmalgeschützten Bauten der mecklenburgischen Gemeinde Schildetal und ihrer Ortsteile zusammengestellt. Grundlage ist die Veröffentlichung der Denkmalliste des Kreises Nordwestmecklenburg mit dem Stand vom 16. September 2020.

## Baudenkmale nach Ortsteilen

### Badow
| ID | Lage                   | Bezeichnung                | Beschreibung | Bild       |
| -- | ---------------------- | -------------------------- | --- | ---------- |
| 40 | Alte Dorfstraße        | Kirche                     | "Die Dorfkirche Badow wurde etwa 1847 als unverputztes Ziegelbauwerk im neogotischen Stil errichtet. Der Architekt ist nicht überliefert, er soll aber aus Berlin stammen. Bauherr war der Gutsbesitzer, der das Gotteshaus seiner Kirch-Gemeinde Badow schenkte. Die vier Ecken des Kirchenschiffes werden durch achteckige Stützpfeiler abgefangen. Das langgestreckte Innere ist von einem Gewölbe im Tudorstil überspannt. An seinen langen, eingezogenen Chorbau schließt sich nach Osten ein früherer Gruftraum an. Dieser dient seit dem 20. Jahrhundert als Gemeinderaum. Im schlanken niedrigen Westturm befindet sich eine Bronzeglocke, die 1935 erneuert wurde. Sie stammt aus der Glockengießerei M. & O. Ohlsson in Lübeck. Nach dem Ende des Zweiten Weltkriegs nutzten sowohl die evangelischen als auch die katholischen Christen die Kirche für ihre Gottesdienste. Erst nach der Wende konnten umfangreiche Sanierungsarbeiten durchgeführt werden. Doch noch nicht alle Schäden sind beseitigt, so dass hier weiterer Handlungsbedarf besteht." | Kirche     |
| 39 | Alte Dorfstraße 25, 26 | Wohnhaus, (ehem. Schmiede) | |            |
| 42 | Schulstraße            | Gutsanlage                 | (volkstümlich Schloss genannt), Parkreste, ehem. Marstall, Inspektorenhaus (heute Schule), 2 Ställen an der Schulstraße, Speicher an der Schulstraße und Stellmacherei an der Schulstraße Das ehemalige Gutshaus ließen die Besitzer, die Familie von Döring, ab dem Jahr 1906 auf den Grundmauern des zuvor abgebrannten Herrenhauses nach Plänen des Architekten Paul Korff neu errichten. Der zweigeschossige Bau im neobarocken Stil weist sowohl auf der Park- als auch auf der Hofseite dreiachsige Mittelrisalite mit hohen Giebeldreiecken auf. Den Fassaden sind dreiachsige Altane vorgelagert. Abgeschlossen ist das Bauwerk mit einem Walmdach. Ein später hinzugefügter westlicher Seitenflügel im gleichen Baustil ist mit einem schmalen einfach gestalteten Verbindungsbau mit dem Gutshaus verbunden. Der Seitenflügel besitzt ein Mansarddach. Der Gutshauskomplex diente nach 1945 verschiedenen Verwaltungszwecken. Zwischen 1990 und 2001 betrieben Privatpersonen hier einen Ponyhof. Nach mehrmaligem Weiterverkauf gelangte die Gutsanlage 2007 an einen Investor, der fast alle Bauten komplett restaurieren ließ. Das Haupthaus dient seiner Familie zum Wohnen, die übrigen Wirtschaftsgebäude (Speicher, Verwalterhaus und Marstall, 1912 bis 1914 erbaut) sind in vier Ferienappartements umgestaltet. | Gutsanlage |
| 41 | Söhringer Str 6        | ehem. Orangerie            | |            |

### Renzow
| ID   | Lage                | Bezeichnung      | Beschreibung | Bild |
| ---- | ------------------- | ---------------- | --- | ---- |
| 1184 |                     | Park             | "Die Parkanlage der früheren Ortsteile Klein Renzow und Groß Renzow, 1935 zum Gut Renzow zusammengelegt, ist in Jahrhunderten historisch gewachsen. Als besonders schützenswert gilt die Blutbuchenallee. Sie ist die älteste und größte im norddeutschen Raum. Der als Gartendenkmal geschützte Park entstand im 19. Jahrhundert zeitgleich mit dem Gutsherrenhaus der Familie Booth. Die Besitzer ließen ihn nach Art eines französischen Barockgartens anlegen. Der stets weitervererbte Familienbesitz wurde nach 1945 enteignet. Das Bauensemble ist nicht mehr erhalten. Nach 1990 gelangte die Immobilie an den Erben Klaus J. Booth, der die großen Flächen landwirtschaftlich nutzte und im Jahr 2004 alles seinem Sohn John Booth übertrug. Im Parkgelände befindet sich das erhaltene und gepflegte Erbbegräbnis der Familie Booth." |      |
| 1185 | Pokrenter Straße 13 | Landarbeiterhaus | |      |
| 1186 | Pokrenter Straße 15 | Landarbeiterhaus | |      |

## Quelle
- Denkmalliste des Landkreises Nordwestmecklenburg (Stand: 9. November 2023; PDF, 1,2 MByte)